# Impasse Saint-Paul
Impasse Saint-Paul är en återvändsgata i Quartier de Charonne i Paris 20:e arrondissement. Impasse Saint-Paul, som börjar vid Passage Dieu 5, är uppkallad efter en fastighetsägare i grannskapet.

## Omgivningar
- Chapelle du Père-Lachaise
- Saint-Charles de la Croix-Saint-Simon
- Cœur-Eucharistique-de-Jésus
- Notre-Dame-de-la-Croix de Ménilmontant
- Saint-Gabriel
- Saint-Jean-Bosco
- Père-Lachaise
- Jardin Casque-d'Or
- Square de la Salamandre

## Bilder
| - Chapelle du Père-Lachaise. - Cœur-Eucharistique-de-Jésus. - Saint-Jean-Bosco. - Jardin Casque-d'Or. |

## Kommunikationer
- Tunnelbana – linje  – Maraîchers
- Busshållplats Orteaux – Paris bussnät, linjerna 26 64

### Webbkällor
- ”Impasse Saint-Paul”. Mairie de Paris. http://www.v2asp.paris.fr/commun/v2asp/v2/nomenclature_voies/Voieactu/8944.nom.htm. Läst 5 april 2021.
- ”Impasse Saint-Paul”. Les rues de Paris. https://www.parisrues.com/rues20/paris-20-impasse-saint-paul.html. Läst 5 april 2021.